# Ковальов Іван Архипович
Іван Архипович Ковальов (1 жовтня 1862 — ?, після 1917) — член IV Державної думи від Херсонської губернії, місцевий громадський діяч, член "Союзу 17 жовтня".

## Біографія
Православний, з потомствених дворян Херсонської губернії. Землевласник Єлисаветградського повіту (2263 десятини при містечку Добровеличківці).
Після закінчення Петрівської землеробської та лісової академії 1884 року зайнявся господарюванням у своєму маєтку та громадською діяльністю. Обирався голосним Єлисаветградського повітового (з 1884) та Херсонського губернського (з 1903) земських зборів. З 1897 року був членом Єлисаветградської повітової училищної ради. 

Був членом Союзу 17 жовтня .
У 1912 був обраний членом Державної думи від Херсонської губернії. Входив до фракції "Союзу 17 жовтня". Був членом комісій з віросповідних питань та за направленням законодавчих припущень. 11 березня 1913 року склав депутатські повноваження, а на його місце було обрано Г.В. Вікторова.
Доля після 1917 року невідома.